# 古川益雄
古川 益雄（ふるかわ ますお、1920年または1921年 - 1991年10月30日）は、日本の芸能プロモーター、作詞家。大阪の芸能プロダクション「ターゲットプロダクション」の社長として、坂本スミ子やアイ・ジョージ･リンド＆リンダース(加賀テツヤ）･高橋キヨシらを育てた。

## 人物・来歴
元々は井上靖の小説『闘牛』のモデルとなった小谷正一の懐刀とも言える存在で、後に大阪初の本格ナイトクラブと言われた「クラブ・アロー」の支配人となり、そこで舞台に上がっていたアイ・ジョージや坂本スミ子を売り込むため、「ターゲットプロ」を立ち上げた。坂本のヒット曲『たそがれの御堂筋』は、古川の作詞によるものである。
また、今野勉の『テレビの青春』には、一時期大阪テレビの東京支社長を務めていたという記述もある。
1991年10月30日、肝不全のため死去。70歳没。

## プロモーターとして
前述の「ターゲットプロ」社長としての活動のほか、同時期に東京で永六輔のマネジメントも短期間ではあるが手掛けていた。永は自らの著書『昭和 僕の芸能史』の中で「僕から作詞の能力を引き出してくれたのが中村八大なら、タレント性を育ててくれたのが古川益雄だ」と述べており、永が当時隆盛を極めていた東京や大阪の労音コンサートで司会を務めたのも、古川のプロモートによるものであった。
また、永が一時期大阪に居を移したのも、古川の「1年間大阪に住んでみなはれ、大阪の芸能がわからなんだら、日本も世界も見えてきまへんでェ」という言葉がきっかけであったという。
そのほか、1960年代後半には、大阪を拠点としたグループ・サウンズバンド、ザ・リンド&リンダースの結成にも深く関わっている。

## 競馬との関わり
プロモーターとしての顔をもつ一方、競馬にも造詣が深く、寺山修司や安部譲二の著作にも度々名前が登場する。興行の手ほどきをうけるなど親交が深かった安部は常々「自分の競馬のお師匠さんは古川さん」と公言している。
馬主としても、1972年秋の読売カップなど、アングロアラブの重賞を3勝したジャズを所有していた。安部によると、プロモーターとしての仕事がうまくいかないときは、当時岸和田にあった春木競馬場（1974年廃止）で予想屋をして凌いでいたこともあったという。